# 永野武二郎
永野 武二郎（ながの たけじろう、1874年(明治7年) - 1946年(昭和21年)10月）は、日本聖公会の祭司である。
1874年(明治7年)島根県松江市に生まれる。聖公会の宣教師バークレー・バックストンにより1891年(明治24年)に洗礼を受ける。
1906年にバックストン家に滞在中に、イギリスを旅行中の中田重治に会う。献身し、1909年6月6日には執事の按手礼を受ける。1911年祭司の按手礼を受ける。自転車に乗り松江を中心とした山陰地方に巡回伝道をした。
1936年に奉天聖公会に赴任した。